# Lepironia articulata
Lepironia es un género monotípico de plantas herbáceas de la familia Cyperaceae. Su única especie, Lepironia articulata,  es originaria de Asia.

## Descripción
Tiene rizomas rastreros, cubiertos por escamas ovaladas de color marrón. Culmos de 0,7-1,5 (-2) m de altura, 5-8 mm de espesor cuando se seca, cilíndricos, con 3 o 4 vainas de las hojas en la base; vainas abiertas, de color marrón rojizo, de 10-30 cm, como de papel, el margen grueso membranoso. Las bráctea involucrales de 3-7 cm. Pico marrón a negruzco, pseudolateral, elipsoide a ovoide-elipsoide, de 1-2 x 0,6-1 cm, con muchas brácteas como las glumas. Las brácteas de la gluma de color naranja, de color marrón oscuro o negro, ovadas, ampliamente ovadas o-obovadas oblonga, de 4-5 x 4,5-5 mm, cóncava, estriado, ápice redondeado. Pseudo espigas con muchas glumas marrones; basales 2 glumas lateral, estrechamente espatuladas y cimbiforme, ca. 5 mm, membranosa, quilla, con aguijones robustos sobre la quilla, ápice agudo; glumas media linear-lanceoladas y cimbiforme, un poco más corto, membranosa, cada uno con o sin un solo estambre, ápice acuminado; gineceo central rodeado de glumas vacías.  Núcula amarillenta, de color marrón gris oscuro, obovoide, de 4 × 3 mm, comprimido, con 7-9 estrías longitudinales de color marrón oscuro a ambos lados, los márgenes distal scaberulosos. Fl. y fr. febrero-junio.

## Distribución y hábitat
Se encuentra, por lo general, en los estanques costeros, pantanos y arroyos; a una altitud de 1-200 metros en Guangdong, Hainan, Taiwán, Camboya, India, Indonesia, Japón (Islas Ryukyu), Laos, Malasia, Papúa Nueva Guinea, Sri Lanka, Tailandia, Vietnam, Australia, Madagascar y las islas del Pacífico.

## Usos
Lepironia articulata se utiliza para la fabricación de esteras y canastas.

## Taxonomía
Lepironia articulata fue descrita por (Retz.) Domin y publicado en Bibliotheca Botanica 85: 486. 1915.
Sinonimia
- Chondrachne articulata (Retz.) R.Br.
- Choricarpha aphylla Boeckeler
- Lepironia articulata var. capitata (F.Muell.) Domin
- Lepironia compressa Boeckeler
- Lepironia conifera (Poir.) Druce
- Lepironia mucronata Rich. ex Pers.
- Lepironia mucronata var. capitata F.Muell.
- Lepironia mucronata var. compressa (Boeckeler) E.G.Camus
- Restio articulatus Retz.
- Scirpus coniferus Poir.[3]